# Arceuthobium
Arceuthobium es un género de 42 especies de plantas parásitas que parasíta miembros de la familia Pinaceae y Cupressaceae en Norteamérica, Centroamérica, Asia y África. De las  42 especies, 39 y 21 son endémicas de Norteamérica y Estados Unidos, respectivamente. Tienen unos brotes y hojas reducidas (la mayoría reducidas a escalas). Recientemente el número de especies se ha reducido a 26 como resultado de un análisis filogenético más detallado.
En los bosques de Norteamérica estas especies están consideradas como una peste porque destruyen los árboles que infectan.
Hay también varias especies de Europa y Asia incluyendo una de las más pequeñas del género, A. minutissimum que se hospeda en  Pinus wallichiana en el Himalaya.

## Especies
- Arceuthobium abietinum Engelm. ex Munz
- Arceuthobium americanum Nutt. ex Engelm.
- Arceuthobium apachecum Hawksworth & Wiens
- Arceuthobium blumeri A. Nels.
- Arceuthobium californicum Hawksworth & Wiens
- Arceuthobium campylopodum Engelm.
- Arceuthobium cyanocarpum (A. Nels. ex Rydb.) A. Nels.
- Arceuthobium divaricatum Engelm.
- Arceuthobium douglasii Engelm.
- Arceuthobium gillii Hawksworth & Wiens
- Arceuthobium globosum Hawksw. & Wiens
- Arceuthobium laricis (Piper) St. John
- Arceuthobium littorum Hawksworth, Wiens & Nickrent
- Arceuthobium microcarpum (Engelm.) Hawksworth & Wiens
- Arceuthobium minutissimum
- Arceuthobium monticola Hawksworth, Wiens & Nickrent
- Arceuthobium occidentale Engelm.
- Arceuthobium oxycedri
- Arceuthobium pusillum Peck
- Arceuthobium siskiyouense Hawksworth, Wiens & Nickrent
- Arceuthobium tsugense (Rosendahl) G.N. Jones
- Arceuthobium vaginatum (Humb. & Bonpl. ex Willd.) J. Presl (Syn. Viscum vaginatum Humb. & Bonpl. ex Willd.)